# フォン・リヒター反応
フォン・リヒター反応（フォンリヒターはんのう、von Richter reaction）とは、有機化学における化学反応のひとつで、シアン化カリウムの作用により、芳香族ニトロ化合物のニトロ基が脱離しながらそのオルト位にカルボキシ基が入り、生成物として官能基の位置が移動した芳香族カルボン酸を与える反応である。求核置換反応の一種である。収率はやや低く、1%-50%である。

## 反応機構
以下の機構は1960年にRosenblumによって提案されたものである。
まず、シアン化物イオンがニトロ基のオルト位に付加される(1)と同時に芳香環の水素原子がニトロ基の片方の酸素原子上に移動すると同時にもう片方の酸素原子がニトリル基の炭素原子と結合する(2)、(3)。次に酸素原子上の水素原子が窒素アニオン上に移動し(4)のような2-ニトロソベンズアミド誘導体を形成した後、窒素同士で単結合をなし、酸素原子上に電子が移動する(5)。続く脱水、脱窒素(6)の後に生成される化合物(7)を酸で処理することで(8)のような安息香酸誘導体が得られる。